# Cliona flavifodina
Cliona flavifodina är en svampdjursart som beskrevs av Rützler 1974. Cliona flavifodina ingår i släktet Cliona och familjen borrsvampar.
Artens utbredningsområde är havet utanför Bermuda. Inga underarter finns listade i Catalogue of Life.